# Saccharicola
Saccharicola — рід грибів родини Lophiostomataceae. Назва вперше опублікована 2003 року.